# Stylben
Stylben (stilben) – organiczny związek chemiczny z grupy wielopierścieniowych węglowodorów aromatycznych i nienasyconych. Występuje w dwóch odmianach izomerycznych trans i cis (izostilben). Tworzy bezbarwne lub żółtawe kryształy. Łatwo polimeryzuje tworząc polimer – polistilben.
Szkielet stilbenu obecny jest w resweratrolu, przeciwutleniaczu występującym w owocach.
Stosowany jako krystaliczny scyntylator (szczególnie w pomiarach koincydencyjnych), o wydajności ok. 60% antracenu i krótkim czasie zaniku scyntylacji (7×10−9 s; przy wzbudzeniu cząstką alfa lub kwantem gamma). Wpływ energii i typu cząstek na wydajność jest podobny jak w antracenie. Maksimum widma emisyjnego przypada na 410 nm.

Podczas naświetlania stilben ulega fotoizomeryzacji. W zależności od długości fali wzbudzającej, produktem reakcji jest izomer trans (E) lub cis (Z).